# Unterkirnach
Unterkirnach là một xã ở huyện Schwarzwald-Baar trong bang Baden-Württemberg thuộc Đức. Đô thị này có diện tích 13,17 km2 và nằm ở Rừng Đen.